# Brande Omfartsvej
Brande Omfartsvej er en tidligere 2 sporet omfartsvej der fra 30. oktober 2000 - 26 maj 2014, gik øst om Brande, motortrafikvejen blev lavet da den gammel hovedlandevej igennem Brande ikke kunne klare den stigende trafik igennem byen. Omfartsvejen blev anlagt som 2 sporet motortrafikvej og åbende den 30 oktober 2000. Siden har regeringen vedtaget at opgradere motortrafikvejen til motorvej. Motorvejen åbnede for trafik den 26. maj 2014,
Motorvejen er i dag en del af Midtjyske Motorvej, der går mellem Herning og Vejle.